# Odate
Ōdate (大館市, Ōdate-shi) är en japansk stad i prefekturen Akita på den norra delen av ön Honshu.  Ōdate fick stadsrättigheter 1 april 1951 och staden utökades den 20 juni 2005 med de två kommunerna Hinai och Tashiro.